# Lloyd’s Building
Pour les articles homonymes, voir Lloyd.
Le Lloyd’s Building est le siège de la Lloyd's of London, conçu par l'architecte Richard Rogers et construit entre 1978 et 1986.
Comme le centre Pompidou, dessiné par Renzo Piano et Richard Rogers, l'immeuble est innovant en ce que les éléments fonctionnels sont situés en façade : les escaliers, ascenseurs, conduites électriques ou aquifères laissent l'espace intérieur dégagé. Les douze ascenseurs vitrés externes sont les premiers de leur genre installés au Royaume-Uni.
En 2013, le groupe d'assurances chinois Ping An fait l'acquisition du Lloyd's Building pour £260 millions.

## Galerie

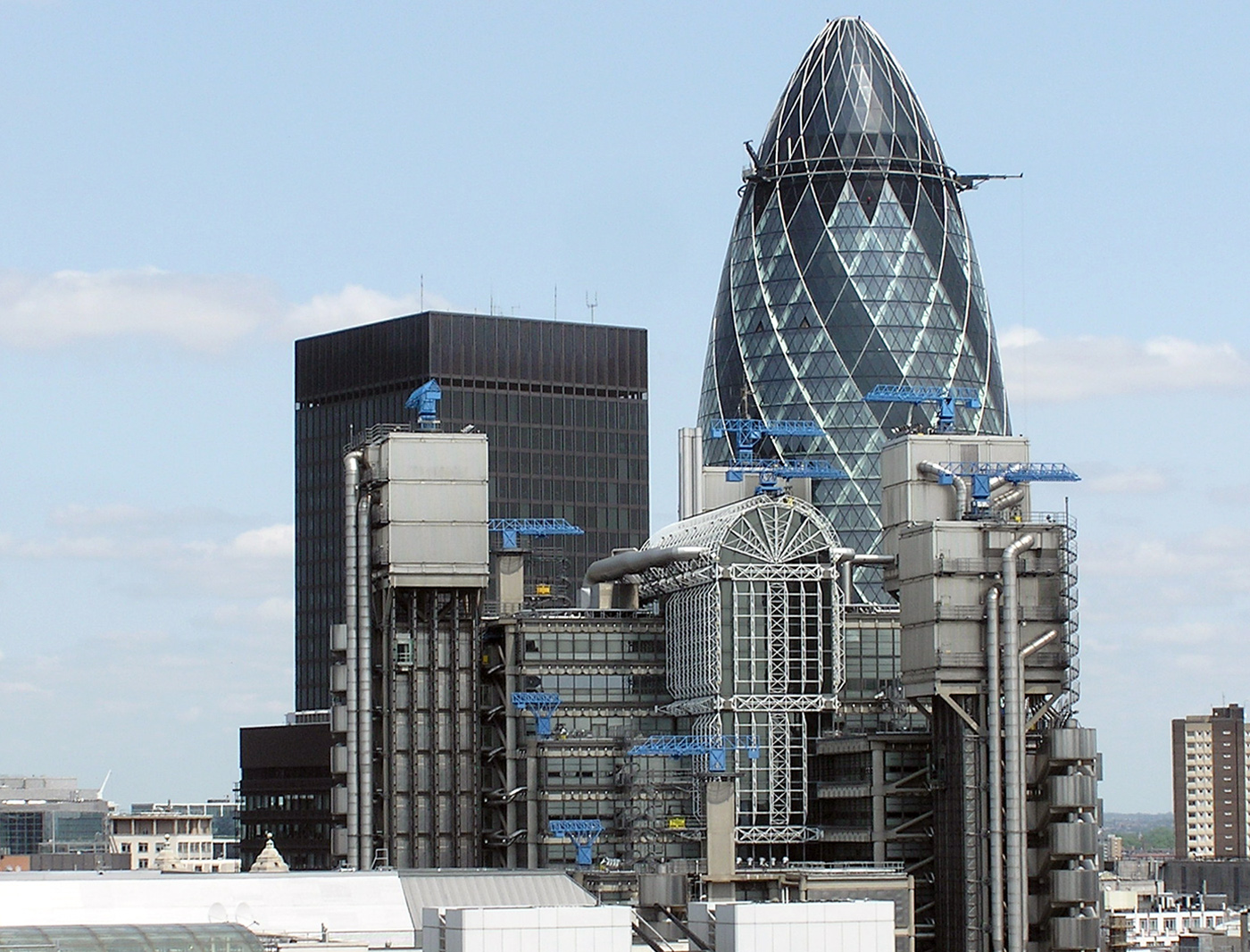
l'immeuble de la Lloyd’s avec le 30 St Mary Axe en arrière-plan.
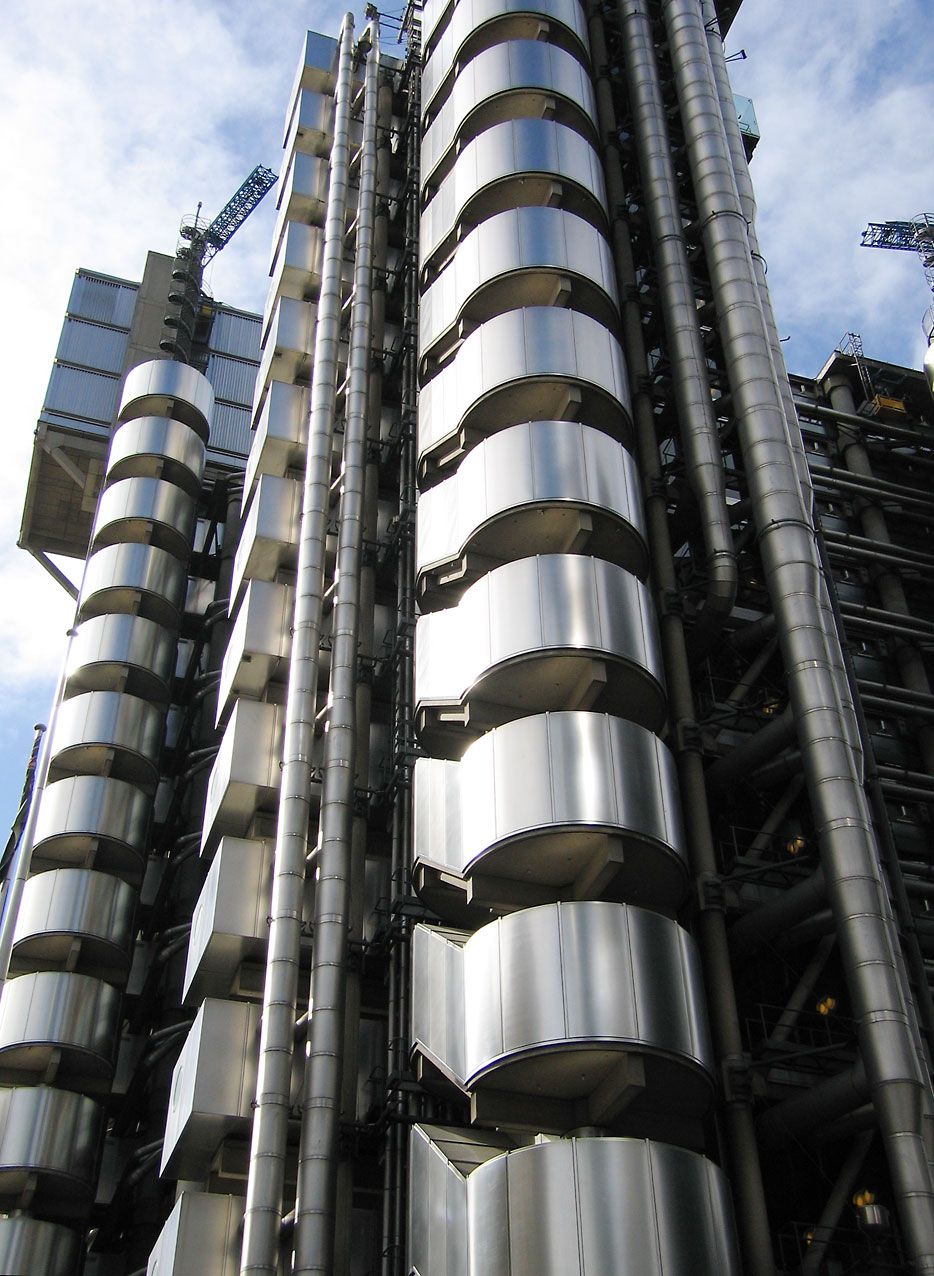
Un escalier externe en acier inoxydable.
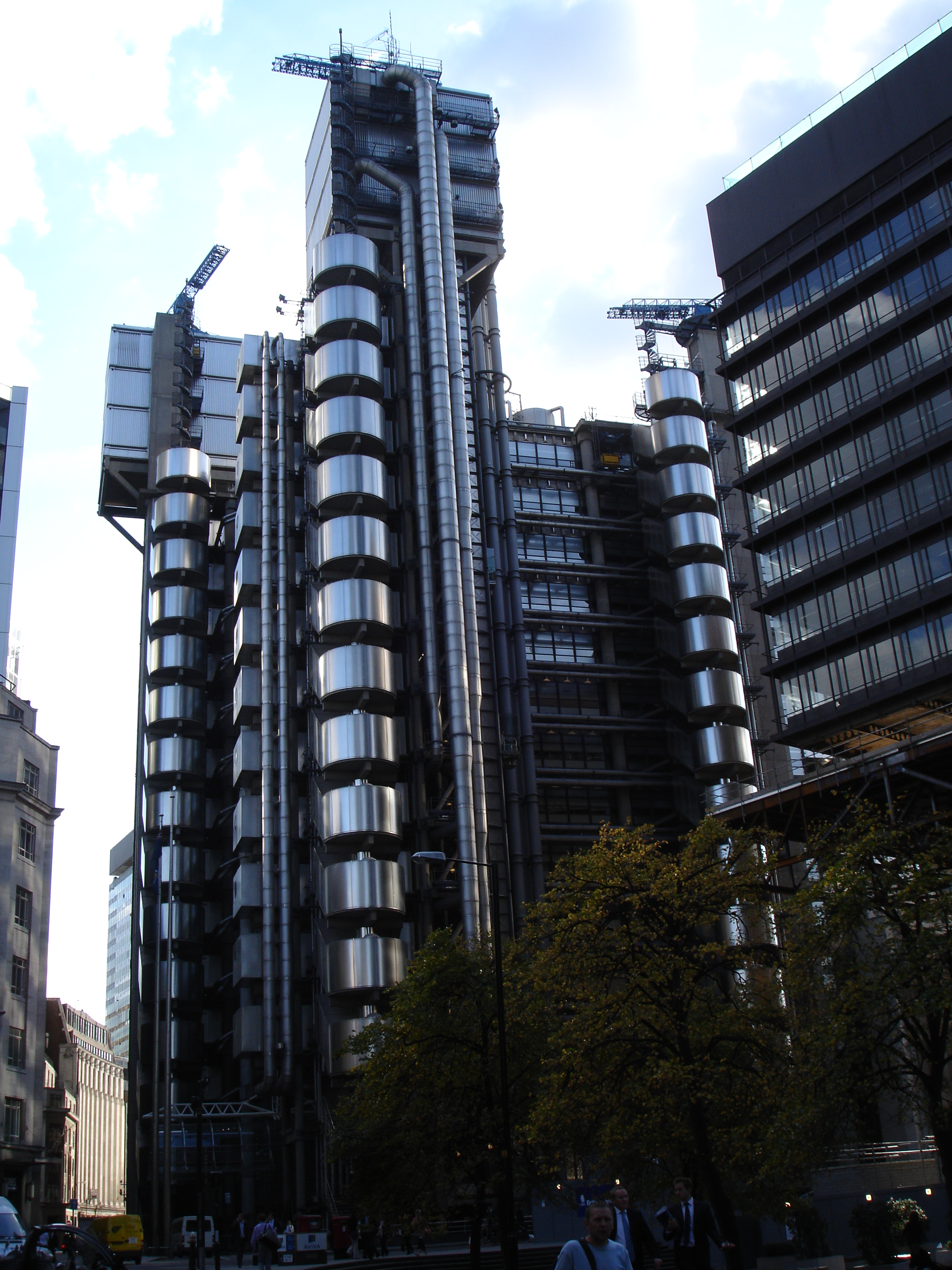